# Club Deportivo Alfonso Ugarte
El Club Deportivo Alfonso Ugarte es un club de fútbol de la ciudad de Puno en la región homónima. Fue fundado en 1928. Desde 2024 participa en el torneo de ascenso de la Copa Perú, la cuarta categoría del fútbol peruano, tras haber sido descalificados de la Liga 2 de 2023.
El club cuenta con un gran número de aficionados en la Región Puno. Junto con Diablos Rojos, su clásico rival regional, son los clubes de la Región Puno con mayor cantidad de aficionados.
En la tabla histórica del fútbol peruano se ubica en decimoctavo puesto, fue subcampeón en 1975, logrando así clasificar a la Copa Libertadores 1976.
Durante su historia, Ugarte pasó por diversas crisis económicas, corriendo el riesgo de desaparecer varias veces. Sin embargo, el trabajo conjunto de sus socios hicieron que el club se mantuviera activo, albergándose en locales de distintas instituciones.
El club tiene como su eterno rival al Unión Carolina, a este tradicional encuentro se le conoce como el Clásico de la Ciudad de Puno.

## Historia

### Fundación
El Club Deportivo Alfonso Ugarte fue fundado en el año 1928 bajo el nombre de Club Unión Fuerza Obrera, iniciando desde entonces una prodigiosa campaña en la Liga de Fútbol de Puno, demostrando su rendimiento con la contribución de jugadores de la región como Carpio, Rivera, Alata, Guzmán, Medina y Pari Chevarría.
Los albores del recuerdo perennizan la imagen de un representativo que le dio linaje al deporte puneño y supo insertarse los corazones de los pobladores comunes y corrientes. Ante una serie de prerrogativas y doctrinas antagónicas, un contingente que ama la cultura a través de la zampoña genera una institución con la denominación de "Unión Obrera" (1928). Desde ese entonces se inicia una prodigiosa campaña en la Liga de Fútbol de Puno, demostrando performance con la contribución de los clanes Carpio, Rivera, Alata, Guzmán, Medina y Pari Chevarría hasta 1933. En menos de tres años se opta por la nueva denominación de "Estrella Roja" con regular participación en el balompié de honor. Con el afán de consolidar la personería jurídica, el 7 de junio de 1936 se toma la denominación oficial de Alfonso Ugarte con la iniciativa de Vitaliano Pari (Q. E. P. D.), Jesús Endara (Q. E. P. D.), Miguel Guzmán y José Carpio.
De esa forma, se elige el color rojiblanco con distinción que se determina en honor a la Jura de Bandera, cuya primera reunión se desarrolla en el Jr. Los Incas 226, actual domicilio de la familia Pari Chevarría.

### Era amateur
Primer presidente de Ugarte respondiendo al clamor de aficionados, deportistas e hinchas del equipo ugartino, es nominado como primer presidente Vitaliano Pari; lo respaldan José Carpio Rivera (secretario), Miguel Guzmán (tesorero) y la férrea participación de las damas Paula Medina y Rosa Carpio que cumplieron la función de vocales.
Posteriormente, la entidad se ancla en el nuevo ambiente del Jr. Alfonso Ugarte que alguna vez perteneció a los trabajadores la Compañía Hotelera del Perú, resaltando el nombre de los hermanos Nazario y Benito Gómez; Andrés el "burro" Endara y la inacabable familia Alata Záenz.
La nueva era del plantel alfonsino, en la década de los 60 asume la presidencia Julio C. Palomino, incitados por un grupo de renovadores de calzados. Tras su deceso toman la batuta los hermanos Jesús y Melchor Palomino Bejarano hasta introducir al cuadro de sus amores al profesional Rolando Ávila Díaz, quien asume su participación en la Copa Libertadores de América (1976).
Luego fueron titulares: Enrique Núñez Mendiguri, Aquilez Menéndez, Elard Castillo Ardiles, Víctor Madariaga Ancieta, Mariano Portugal Catacora y Jorge Frisancho Oblitas. Su presencia en la Copa Libertadores de América elevó la estirpe del elenco, confrontando ante grandes del fútbol sudamericano como Millonarios, Santa Fe de Bogotá, y Alianza Lima.

### Ascenso a la primera división
En la década de 1960 asume la presidencia el señor Julio C. Palomino, iniciando una nueva etapa. En el año 1974 el club ascendió a la primera división ya que en ese año la Federación Peruana de Fútbol estableció no jugarse la etapa nacional de la Copa Perú y ascender a los campeones regionales aumentándose a 22 los equipos profesionales. El primer club que enfrentó en la Profesional fue al Sporting Cristal cayendo derrotado.

### Subcampeón Nacional 1975
En su primera temporada en la elite profesional terminó en el puesto 11 de los 22 equipos, al año siguiente se coronó subcampeón y se clasificó a la Copa Libertadores junto a Alianza Lima. Su presencia en la Copa Libertadores de América elevó la estirpe del elenco, confrontando ante grandes del fútbol sudamericano como Millonarios y Santa Fe de Bogotá. En dicha campaña obtuvo un inolvidable triunfo frente a Santa Fe por 2-1 en Puno con tantos de Moisés Vargas y Ángel Amidey Pereyra, además logró cuatro empates y solo perdió frente al Millonarios en Bogotá finalizando en tercer lugar en el grupo. Aquel equipo de la Copa tenía en la portería a Walter Seminario, en la defensa destacaban el paraguayo Amidey Pereyra y Jorge Arrelucea, en el medio Wálter Daga y en la delantera Ernesto Neyra y José Leyva que el año anterior en el torneo nacional se había coronado como máximo artillero con 26 goles.

### Clasificación a la Copa Libertadores 1976

#### Grupo 4
| Equipo                 | Pts | PJ | PG | PE | PP | GF | GC | DG |
| ---------------------- | --- | -- | -- | -- | -- | -- | -- | -- |
| Alianza Lima           | 8   | 6  | 3  | 2  | 1  | 8  | 4  | 4  |
| Millonarios            | 6   | 6  | 2  | 2  | 2  | 8  | 5  | 3  |
| Alfonso Ugarte         | 6   | 6  | 1  | 4  | 1  | 5  | 8  | -3 |
| Independiente Santa Fe | 4   | 6  | 1  | 2  | 3  | 7  | 11 | -4 |

| Fecha       | Sede   | Equipo local           | Resultado | Equipo visitante       |
| ----------- | ------ | ---------------------- | --------- | ---------------------- |
| 4 de marzo  | Lima   | Alianza Lima           | 0 - 0     | Alfonso Ugarte         |
| 4 de marzo  | Bogotá | Millonarios            | 1 - 1     | Independiente Santa Fe |
| 7 de marzo  | Bogotá | Independiente Santa Fe | 2 - 2     | Alfonso Ugarte         |
| 7 de marzo  | Bogotá | Millonarios            | 1 - 0     | Alianza Lima           |
| 11 de marzo | Bogotá | Millonarios            | 4 - 0     | Alfonso Ugarte         |
| 11 de marzo | Bogotá | Independiente Santa Fe | 2 - 3     | Alianza Lima           |
| 25 de marzo | Puno   | Alfonso Ugarte         | 0 - 0     | Alianza Lima           |
| 25 de marzo | Bogotá | Independiente Santa Fe | 1- 0      | Millonarios            |
| 4 de abril  | Lima   | Alianza Lima           | 3 - 0     | Independiente Santa Fe |
| 7 de abril  | Puno   | Alfonso Ugarte         | 2 - 1     | Independiente Santa Fe |
| 13 de abril | Puno   | Alfonso Ugarte         | 1 - 1     | Millonarios            |
| 18 de abril | Lima   | Alianza Lima           | 2 - 1     | Millonarios            |

### Descenso a la Copa Perú
Con el paso de los años, el equipo fue perdiendo protagonismo en el Descentralizado y pasó a luchar periódicamente el descenso, e incluso en 1985 protagonizó un playoff por la baja contra su rival regional Diablos Rojos de Juliaca que ganó ajustadamente por 2-1. Sin embargo, la reducción de equipos del año 1991 lo arrastró consigo y tras ubicarse en quinta posición en el acumulado del Regional Sur perdió la categoría y pasó a jugar el Torneo Zonal 1992 y posteriormente, la Copa Perú.
El cuadro de la franja venía de un ingrato recuerdo en 1998. Había superado en la final regional a Deportivo Garcilaso y, tras luego eliminar en cuartos de final a Universidad Técnica de Cajamarca como local y visitante, no poder superar la semifinal ante el singular IMI Norbank talareño. Ugarte logró un casi lapidario 4-0 en Puno, pero IMI, acostumbrado a esas remontadas heroicas, sentenció la llave con un 5-0 en Talara.
En ese 1999, y más curtido en estas lides, Alfonso Ugarte aseguró su lugar en la Etapa Nacional con un triunfo sobre Deportivo Tintaya por 3-0, logrando las nueve unidades que lo separaban del elenco cusqueño y el multicampeón matertino Deportivo Maldonado.

### Campañas en la Segunda División y descenso a la Copa Perú
En los años siguientes, alternó campañas aceptables y discretas, hasta que a inicios del año 2006 sus dirigentes compraron la categoría del descendido Atlético Universidad, logrando con esto participar en la Segunda División. En el año 2007 descendió de categoría participando desde 2009 en la Liga Superior de Puno.

### Campañas en Copa Perú
Se coronó campeón de la Liga Superior de Puno en el 2010, donde no pudo acceder a la Etapa Regional al ser eliminado por Alianza Unicachi en la Etapa Departamental.
Para la siguiente temporada, quedó último en la Liga Superior por lo cual debió descender a su liga de origen, pero debido a que Unión Carolina se retiró del torneo, el equipo de la franja permaneció en dicho certamen.

### Subcampeón de la Copa Perú y retorno a la Segunda División
Luego de una triste campaña, el equipo puneño es presidido por Roger Saya, quien contrató a Mario Flores (subcampeón de la Copa Perú 2011 con Pacífico FC) y varios jugadores experimenatados como Alex Magallanes, Alexander Fajardo, Héctor Rojas, entre otros.
Sin embargo, en una reunión, la directiva despidió al entrenador y varios jugadores y contrataron a César Gonzáles en su reemplazo.
Empezó desde la Liga Superior de Puno, donde campeonó y accedió a la Etapa Regional. Clasificó a la Etapa Nacional luego de su victoria por 1:6 a Manco II, pese a que José María Arguedas venció por 2:4 a Deportivo Maldonado de Puerto Maldonado, lo que lo hizo inalcanzable en su grupo A de la Región VIII (Etapa Regional).
Inició la Etapa Nacional cayendo goleado por 4:1 ante Huracán de Arequipa en dicha ciudad, pero clasificó gracias a su gol de visita y golear 3:0 en Puno. En cuartos de final, debía enfrentarse a Binacional de Desaguadero, pero un fallo de la Comisión de Justicia de la ADFP dictaminó que su rival sería CREDICOOP de Tacna. Perdió ante mencionado equipo por 1:0 en Tacna, pero entró a la siguiente fase al ganar por 3:1 en Puno. En las semifinales, goleó por 4:0 al Sport Victoria en Puno y clasificó a la Final pese a perder 3:1 en Ica.
Llegada la final, perdió en Cajamarca por 2:0 ante Universidad Técnica de Cajamarca, y pese a ganar 3:2 en Puno (luego de ir perdiendo 0:2), no le alcanzó para regresar a la Primera División, por lo que regresó a la Segunda División.

### Campaña 2013 en Segunda División
Para la temporada 2013, Mario Flores regresó como entrenador del equipo puneño. El equipo logró el Subcampeonato tras ganar todos sus partidos menos uno en Puno (empate ante Los Caimanes 0-0).

### Campaña 2014 en Segunda División
En la Segunda División del Perú el equipo no peleó por el título y el ascenso como en el año anterior, es más terminó el año en la parte baja de la tabla en el puesto decimoprimero.

### Crisis y descenso
El equipo puneño mandó un documento en el cual expresan su intención de descender (retirándose) a la Copa Perú, esto debido a las deudas que el club tiene y al no haber el apoyo de algún empresario, descendiendo a la Copa Perú en su Etapa Departamental como un Campeón Provincial más, encabezado por los hermanos Javier y Yonathan Goyzueta. En la Etapa Departamental integró el Grupo G conformado por tres equipos a diferencia de los demás que constan de cuatro, se juega a dos ruedas. Con una insostenible situación financiera el equipo en la primera fecha le tocó estar libre para la segunda fecha visitó al Leal Villa con el que cayó por 1 - 0 para la tercera fecha logra vencer de visita al Adevil, para la cuarta fecha nuevamente queda libre y en la quinta fecha vence al Leal Villa de local por 2 - 1 y en la sexta fecha logra vencer al Adevil por 2 - 1 logrando así su clasificación a la siguiente fase, donde su rival fue nuevamente Adevil al que logra vencer en ida y vuelta ya que Adevil cometió una infracción al reglamento (ida 0 - 3) habiendo empatado en cancha 1 - 1 y empatar de local 1 - 1, clasifica debido a la infracción del Adevil, no juega la siguiente fase ya que el vencedor de su llave clasifica directamente a la cuarta fase (Semifinales) en la cuarta fase, en ida y vuelta empata de visita 1 - 1 con Deportivo Universitario y vence de local 1 - 0 clasificando así a la gran final Departamental la cual no quiso consagrarse campeón y manda en la ida un "equipo B" endosándole la Fuerza Minera un 4 - 0 en la vuelta el equipo tampoco tuvo ansias de lograr el título y empata 0 - 0 de local consagrándose como Campeón el Unión Fuerza Minera y quedando el cuadro Ugartino con el subcampeonato aunque igual ambos logran clasificar a la primera fase de la etapa nacional, no obstante el cuadro del Deportivo Universitario presentó dos reclamos en contra del cuadro Ugartino uno por exceso de jugadores permitidos al aducir ser (el Ugarte) un club descendido y haber una restricción para tal caso y el otro por la vigencia de poder, aunque ninguno de estos prosperaron, ya en la etapa nacional el Alfonso Ugarte se ubicó en el puesto 27 de la tabla nacional, no pudiendo clasificar así a la segunda fase y quedando fuera de la Copa Perú 2015.
Para el año 2016 el Club Alfonso Ugarte comandada aún por los hermanos Goyzueta, trataron de que se inicie la participación desde la etapa provincial por haber llegado a la etapa nacional en la Copa Perú 2015, pero según las nuevas bases dadas recién ese año, se debía presentar desde la etapa distrital de la Copa Perú 2016 y por la insistencia de los hermanos Goyzueta se hizo caso omiso a las nuevas bases y cuando ya se jugaba la tercera fecha de la etapa distrital se trató de remediar el caso pidiendo la reprogramación de partidos para incluir al Club Alfonso Ugarte en el campeonato, algo que no fue aceptado por el presidente de la Liga Distrital de Puno y debido a eso el Club quedó fuera y no participó en la Copa Perú 2016 y según las bases para el año 2017 el Club Alfonso Ugarte debería de descender a la segunda división distrital de la Liga de Puno.

### Retorno de Roger Saya
Durante los últimos meses del año 2016 se venía especulando algo que todos los hinchas esperaban, el retorno del empresario Roger Saya a la presidencia del Club, debido a que con su gestión se tuvo las mejores participaciones en la Copa Perú 2012 y Segunda División 2013, esto se hizo oficial recién el miércoles 21 de diciembre de 2016, en una reunión en el local del Club Unión en la Ciudad de Puno, donde participaron socios e hinchas del Club, Roger Saya no pudo asistir por motivos personales, pero si sus allegados y directivos quienes trajeron el documento firmado de aceptación del empresario para hacerse cargo del Club patrimonio deportivo de Puno, el Alfonso Ugarte. En el documento aparece la nueva junta directiva que acompañara a Roger Saya en las campañas del 2017 y 2018, donde destacaba Hipólito Batallanos, empresario y presidente del Credicoop San Román, equipo que tuvo una buena participación en la Copa Perú 2016, el cual iba como vicepresidente, pero posteriormente se negó a participar en la junta directiva del 2017 y en su reemplazo entró el alcalde del distrito de Capachica, Zahúl Escalante Gutiérrez.
La participación del Alfonso Ugarte en el año 2017, fue rescatable, al haber llegado hasta la etapa nacional de la Copa Perú 2017, instancia en la que fue eliminado en octavos de final por el José María Arguedas del Departamento de Apurimac, en la que obtuvieron el marcador global de 3-3, pero por mejor posición en la tabla única de posiciones, logró clasificar el equipo apurimeño.
Para el año 2018, la afición puneña se entusiasmó con el Club por la buena campaña realizada en el 2017. El equipo sumó algunos jugadores para mejorar la campaña pasada. Con goleadas y casi invicto, los "Ugartinos" lograron clasificar una vez más a la etapa nacional, quedando por primera vez entre los ocho primeros, logrando así acceder directamente a octavos de final. En dicha instancia el "Ugarte" perdió por el marcador de 2 - 0 en su visita al Alianza Universidad de Huánuco, y en el partido de vuelta se debía obtener mínimamente el mismo marcador para clasificar a la siguiente etapa. Pero cuando el "Ugarte"" dominaba el partido lamentablemente para los aficionados, un error garrafal del guardameta puneño Job Angles, le costó caro al equipo altiplánico que a pesar de ganar por el marcador de 3 - 1 y con el marcador global de 3 - 3, quedó una vez más eliminado por mayor cantidad de goles de visita del equipo huanuqueño.

### Campaña 2019
A finales del año 2018, el periodo de presidencia del empresario Roger Saya había terminado, y el Club necesitaba nuevas caras que apostarán por el fútbol puneño. En el mes de diciembre se convocó a elecciones para la nueva junta directiva, sin embargo en la primera convocatoria no hubo postulantes al cargo. Durante varias semanas era una incertidumbre el destino del Club, sin embargo, en los pasillos deportivos sonó fuerte el nombre del gerente del Grupo Orienta, Daniel Marón quien venía apoyando a la escuadra ugartina como patrocinador a lo largo de la campaña 2018. Finalmente en enero de 2019 se oficializó la nueva junta directiva, encabezada por Daniel Marón y con el apoyo del expresidente Roger Saya.
Una vez conformada la nueva dirigencia del Club, se empezó con los fichajes de jugadores y comando técnico, que fue encabezado por Jaime Carrión. Debido a su pase a octavos de final en la Copa Perú 2018, la escuadra ugartina empezó la temporada 2019 desde la etapa provincial. Tras realizar una notable aunque no convincente (para la hinchada) fase, logró acceder como campeón a la etapa departamental. Ya en dicha fase, el cuadro altiplánico solo logró el subcampeonato. En la etapa nacional tuvo un inicio desalentador, por lo que se despidió al estratega Jaime Carrión y fue reemplazado por José Suárez, así finalmente la "franja cruzada" logró acceder a los dieciseisavos de final por haber quedado en el puesto 16 de la tabla nacional, en dicha instancia el rival que debía superar fue Comerciantes FC de Loreto, en el partido de ida la escuadra ugartina perdió por el marcador de 2 - 0, pero en el partido de vuelta en condición de local, logró revertir el marcador al ganar 3 - 0, este resultado lo clasificaba a octavos de final. No obstante, una resolución emitida por la Cámara de Conciliacion y Disputas de la FPF le dedujo un punto debido a una deuda pendiente con la SAFAP desde el año 2014. Al conocer esto, el presidente Daniel Marón inmediatamente viajó a Lima para tratar de solucionar el problema. Se canceló gran parte de la deuda que se tenía y además se pidió la nulidad de la resolución que los dejaba fuera de carrera. Sin embargo, dicha apelación fue declarada improcedente, por tanto se ratificó la deducción de 1 punto y así acabó el sueño copero del Club.

### Retorno fugaz a Segunda División
En la Copa Perú 2021 participó desde la primera fase donde enfrentó a Credicoop San Román de Juliaca contra quien empató 1-1 como visitante y obtuvo un triunfo 4-0 como local. En Fase 2 venció 8-0 a Athletico Maldonado y en Fase 3 por 1-0 a Futuro Majes, ambos partidos jugados en Cusco, para clasificar a la Liguilla final. Después de 7 fechas terminó en tercer lugar y pasó a la Fase 5 donde venció 3-1 a Los Caimanes y 1-0 a Credicoop San Cristóbal para clasificar a la final del torneo. El 22 de noviembre enfrentó a Asociación Deportiva Tarma contra quien empató 0-0 y en definición por penales perdió 5-3 por lo que se quedó con el subcampeonato y el ascenso a la Liga 2 2022.
En su retorno a la segunda división en 2022, pasó inadvertido a lo largo campeonato, lejos de los puestos de ascenso y descenso, finalizando el torneo en el 6.º puesto de 13 equipos, a 23 puntos del primer puesto y a 26 puntos del último.

### Crisis, Descalificación y Descenso
En 2023, el club acarreó problemas de pagos a los jugadores del plantel, incluso desde el año pasado. En el plano deportivo, al igual que el año pasado, pasaron gran parte de la temporada en la mitad de la tabla, pero esta vez con la oportunidad de alcanzar los puestos de play-offs para optar por el segundo ascenso. Su primer gran problema lo tuvieron en la fecha 20, en la cual debían recibir al Unión Huaral en el Estadio Monumental de la UNA. Aquel duelo no se llevó a cabo debido a que la cancha del estadio no se encontraba en condiciones y por lo cual, el cuadro huaralino presentó un reclamo de los puntos del partido. Posteriormente, en la fecha 23 debían visitar al Carlos Stein, y a pesar de haber viajado jugadores y cuerpo técnico hasta Ferreñafe para afrontar el duelo, se negaron a presentarse en el campo de juego debido al incumplimiento de pagos por parte del club. Se les declaró como perdedores del partido por walkover y corrían el riesgo de perder la categoría, ya que, según el reglamento, un equipo descendería automáticamente si pierde dos partidos por walkover. El día 13 de septiembre enfrentaron a Ayacucho FC en el Estadio Modelo de Ilave por la fecha 24, terminando aquel duelo en empate 1-1. Un día después, mediante una resolución se determinó que Alfonso Ugarte perdía la categoría tras haber acumulado dos walkovers (de los duelos ante Unión Huaral y Carlos Stein), cerrando así su paso fugaz por la segunda división y con una sanción de 50 UIT, monto equivalente a 247 500 soles, además de quedar imposibilitados de poder regresar a la segunda división en un lapso de tres años.

## Uniforme
- Uniforme titular: Camiseta blanca con franja roja, pantalón rojo, medias rojas.
- Uniforme alternativo: Camiseta roja con franja blanca, pantalón rojo, medias rojas.

#### Uniforme Titular 1928 al 1984
| Titular 1 | Titular 2 | Titular 3 | Titular 4 | Titular 5 | Titular 6 | Titular 7 | Titular 8 |  |

#### Uniforme Titular 1985 al 2004
| Titular 1 | Titular 2 | Titular 3 | Titular 4 | Titular 5 | Titular 6 | Titular 7 | Titular 8 |  |

#### Uniforme Titular 2005 al 2012
| Titular 1 | Titular 2 | Titular 3 | Titular 4 | Titular 5 | Titular 6 | Titular 7 | Titular 8 |  |

#### Uniforme titular 2013-2020
| 2013 | 2014 | 2015 | 2016 | 2017 | 2018 | 2019 | 2020 |  |

#### Uniforme titular 2021-2023
| 2021 | 2022 | 2023 |  |

#### Uniforme Alterno 1928 al 2011
| Alterno 1 | Alterno 2 | Alterno 3 | Alterno 4 | Alterno 5 | Alterno 6 | Alterno 7 | Alterno 8 |  |

#### Uniforme alternativo 2013 al 2022
| 2013 | 2014 | 2014 | 2014 | 2019 | 2020 | 2022 |

### Indumentaria y patrocinador
| Periodo           | Proveedor          |
| ----------------- | ------------------ |
| 1985-1988         |                    |
| 1989-1990         |                    |
| 1990-1992         | Andias             |
| 2011              | Aries              |
| 2012-2013         |                    |
| 2014              | Zentty Palant Bama |
| 2015 - 2020       | Astros             |
| 2021 - Actualidad |                    |

| Periodo       | Patrocinador                           |
| ------------- | -------------------------------------- |
| 2007          | Cerveza Cristal                        |
| 2010          | SIL                                    |
| 2011          | Don Julio                              |
| 2012-2013     | Corporación Minera Santa Teresa Ituata |
| 2014          | Sin patrocinador                       |
| 2015-2016     | Preparatoria la Academia               |
| 2017-2018     | COOPAC Red Andina Puno                 |
| 2018-presente | Grupo Orienta                          |

| Periodo     | Patrocinador(es)                                                            |
| ----------- | --------------------------------------------------------------------------- |
| 2012 - 2013 | Julsa                                                                       |
| 2014        | Sin patrocinador                                                            |
| 2015 - 2016 | Pollería El Rancho                                                          |
| 2017 - 2018 | Traumatología Calderón CL Latino SAC Pollería El Rancho Distribuidora Awayu |
| 2019 -      | Constructora Majes Perú Agua Andina Gimnasios Fly Fit Grupo Saya            |

## Estadio
El Estadio Enrique Torres Belón es un estadio de fútbol ubicado a pocos metros del lago Titicaca, a 3.829 m.s.n.m es uno de los más altos del mundo, ubicado en la Ciudad de San Carlos de Puno en el Departamento de Puno es uno de los escenarios considerado único en el mundo, construido de piedra en su totalidad.
Lleva su nombre en homenaje a Enrique Torres Belón quien fuera senador por el departamento de Puno.
Es el estadio donde juega sus partidos de local el Alfonso Ugarte, en este estadio se han disputado partidos de Primera División, Segunda División, Copa Perú y Copa Libertadores.
Es testigo de intensas jornadas futbolísticas de la Copa Perú, y en el año 1976 sirvió de local para los partidos del club Alfonso Ugarte por la Copa Libertadores.
En esa edición el Alfonso Ugarte se enfrentó contra el Alianza Lima, Independiente Santa Fe y el Millonarios.

## Hinchada

### Popularidad
Alfonso Ugarte es el club con el mayor número de hinchas en el Departamento de Puno con aproximadamente el 80% de hinchas en todo el departamento. A nivel nacional también tiene seguidores por la migración de los puneños a distintas ciudades del país

### Barras Organizadas

#### Pasión Ugartina
Es el nombre de la barra principal y oficial del Alfonso Ugarte, se ubican en la tribuna norte del Estadio Enrique Torres Belón. Fue fundada como barra independiente del club con el objetivo de alentar los 90 minutos del partido sin importar lo que indicara el marcador.
En la actualidad, la Pasión Ugartina están conformados por grupos de personas de diferentes barrios y municipios de Puno, se caracterizan por su apoyo constante durante todo el partido, recibimientos con humos y bengalas de colores, además de viajes siguiendo al club a nivel nacional e internacional.

## Rivalidades

### Clásico Puneño
El rival tradicional del Alfonso Ugarte es Diablos Rojos de Juliaca, con el que disputa el Clásico del fútbol Puneño. El primer enfrentamiento en primera división se dio en 1984, pese a que ambos clubes ya no participan en el Torneo Descentralizado se enfrentaban en la Copa Perú.

### Clásico de la Ciudad
Alfonso Ugarte tiene como su eterno rival e histórico al Unión Carolina a nivel de la ciudad, dicho encuentro siempre genera gran expectativa en la ciudad de Puno. Ugarte le saca ventaja al haber participado en primera división durante 18 torneos consecutivos, pero a pesar de los años, el clásico no ha perdido notoriedad.

## Datos del club
- Puesto histórico: 18.º
- Temporadas en Primera División:  18 (1974-1991).
- Temporadas en Segunda División:  6 (2006-2007, 2013-2014, 2022-2023)
- Mayor goleada conseguida:
  - En campeonatos nacionales de local: Alfonso Ugarte 13:1 Defensor Politécnico (15 de julio de 2012).
  - En campeonatos nacionales de visita: Unión Tumán 2:4 Alfonso Ugarte (20 de septiembre de 1975).
  - En campeonatos internacionales de local: Alfonso Ugarte 2:1  Independiente Santa Fe (7 de abril de 1976).
  - En campeonatos internacionales de visita:  Independiente Santa Fe 2:2 Alfonso Ugarte (7 de marzo de 1976).
- Mayor goleada recibida:
  - En campeonatos nacionales de local: Alfonso Ugarte 0:5 Universidad César Vallejo (16 de septiembre del 2007) y Alfonso Ugarte 0:5 Atlético Minero (2007).
  - En campeonatos nacionales de visita: Los Espartanos 7:0 Alfonso Ugarte (1985).[19]
  - En campeonatos internacionales de local: Alfonso Ugarte 1:1  Millonarios (13 de abril de 1976).
  - En campeonatos internacionales de visita:  Millonarios 4:0 Alfonso Ugarte (11 de marzo de 1976).
- Mejor puesto en 1.ª División: 2.º (1975)
- Peor puesto en 1.ª División: 16.º (1985)
- Mejor puesto en 2.ª División: 2.º (2013)
- Peor puesto en 2.ª División: 14.º (2023)
- Máximo Goleador:
- Mejor participación internacional: Fase de grupos (Copa Libertadores 1976)

### Participaciones internacionales
| Torneo                           | Ediciones |
| -------------------------------- | --------- |
| Copa Libertadores de América (1) | 1976.     |

### Por competición
| Torneo                       | Temp. | PJ | PG | PE | PP | GF | GC | Dif. | Pts. | Mejor desempeño |
| ---------------------------- | ----- | -- | -- | -- | -- | -- | -- | ---- | ---- | --------------- |
| Copa Libertadores de América | 1     | 6  | 1  | 4  | 1  | 5  | 8  | -3   | 6    | Fase de grupos  |
| Total                        | 1     | 6  | 1  | 4  | 1  | 5  | 8  | -3   | 6    | —               |

## Entrenadores
- Carlos Puertas (1974)
- Walter Milera (1974-1976)
- Antonio Battaglia (1977)
- Diego Agurto (1977)
- Walter Milera (1978-1979)
- Marcos Calderón (1979)
- Máximo Carrasco (1979-1980)
- Roberto Drago (1980)
- Víctor Lobatón (1980)
- Francisco Gonzales (1983-1984)
- Diego Agurto (1985)
- Máximo Carrasco (1986)
- Genaro Neyra (1987)
- Juan Chumpitaz Rivera (1991-1992)
- Antonio Carlos Vieira (1997)
- Freddy Bustamante (1998-1999)
- Carlos Solís (2000)
- Willy Laya (2001)
- Freddy Bustamante (2001)
- Carlos Solís (2003-2004)
- Ernesto Neyra (2005-2006)
- Moisés Vargas (2006-2007)
- Eddy Oyarzábal (2007)
- Félix Cáceres (2007)
- Eduardo Coacalla (2007)
- Jesús Arias (2008)
- Moisés Vargas (2009)
- Pedro Huallanca (2009)
- Martín Alemán Palomino (2010)
- Elard Delgado (2011)
- Pedro Huallanca (2011)
- Octavio Vidales (2011)
- Mario Flores (2012)
- César Gonzales (2012)
- Mario Flores (2013)
- Pablo Bossi (2014)
- Edson López (Interino) (2014)
- Marcelo Messina (2014)
- Germán Pinillos (2014)
- Martín Alemán Palomino (2014)
- Edson López (2014)
- Lisandro Greppo (2015)
- José Luis Bustamante (2015-2016)
- Italo Herrera (2017)
- Roberto Arrelucea (2017)
- Octavio Vidales (2017)
- Miguel Miranda (2017)
- Fredy García (2018)
- Jaime Carrión (2019)
- José Suárez (2019)
- Erick Torres (2020-2021)
- Javier Arce (2022)
- Edson López (Interino) (2022)
- Erick Torres (2022)
- Gustavo Roverano (2023)
- Javier Cáceres Terrazas / Edson Guerrero (Interino) (2023)
- Rafael Castillo (2023)
- Javier Cáceres Terrazas (Interino) (2023)
- Rony Revollar (2023)
- Marcelo Messina (2023)

## Palmarés

### Torneos nacionales
| Competición nacional            | Títulos | Subcampeonatos    |
| ------------------------------- | ------- | ----------------- |
| Primera División del Perú (0/1) |         | 1975.             |
| Segunda División del Perú (0/1) |         | 2013.             |
| Copa Perú (0/3)                 |         | 1999, 2012, 2021. |

### Torneos regionales
| Competición regional                         | Títulos                                                                 | Subcampeonatos                |
| -------------------------------------------- | ----------------------------------------------------------------------- | ----------------------------- |
| Etapa Regional - Región VII, VIII, XII (4/2) | 1994, 1998, 1999, 2001.                                                 | 2000, 2012.                   |
| Liga Departamental de Puno (12/5)            | 1971, 1972, 1973, 1994, 1998, 1999, 2000, 2001, 2005, 2012, 2017, 2018. | 2002, 2003, 2004, 2015, 2019. |
| Liga Superior de Puno (1/0)                  | 2012.                                                                   |                               |
| Liga Provincial de Puno (6/4)                | 1971, 1972, 1973, 2002, 2003, 2018.                                     | 1955, 1968, 1969, 2017.       |
| Liga Distrital de Puno (2/0)                 | 2017, 2018.                                                             |                               |